# 1483

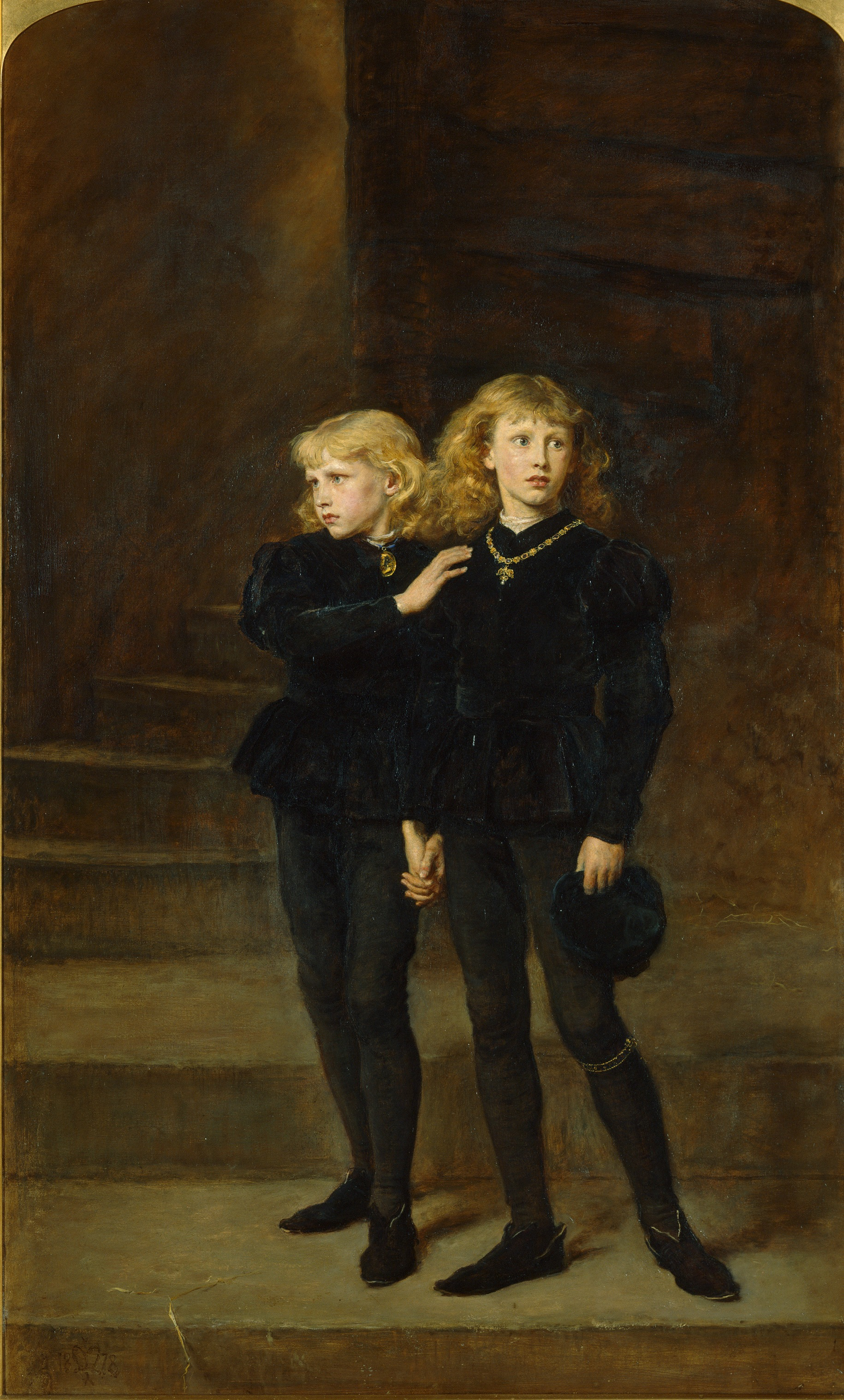
Eduard V en Richard van Shrewsbury, de 'prinsen in de Tower'

Het jaar 1483 is het 83e jaar in de 15e eeuw volgens de christelijke jaartelling.

## Gebeurtenissen
januari
- 13 - De Deense koning Johan belegt een vergadering om de Scandinavische koningskwestie te regelen. Noorwegen erkent hem als koning, maar de raad van Zweden weigert te komen.

april
- 9 - Koning Eduard IV van Engeland sterft plotseling en wordt opgevolgd door zijn twaalfjarige zoon Eduard V, onder regentschap van diens oom Richard van Gloucester.
- 21 - De aspirant-bisschop David van Bourgondië neemt de stad Utrecht in.

mei
- 3 - Hendrik van Zuylen van Nijevelt herovert Utrecht voor Engelbrecht van Kleef. David van Bourgondië wordt gevangen genomen en vernederd.

juni
- 9 - De drie Vlaamse steden Gent, Brugge en Ieper benoemen een regentschapsraad voor de kleine graaf Filips de Schone onder voorzitterschap van Adolf van Kleef. Ze schuiven daarmee aartshertog Maximiliaan, Filips' vader, opzij. Deze legt zich voorlopig neer bij de feiten, omdat hij in beslag wordt genomen door de strijd om de bisschopszetel van Utrecht.
- 20 - Ferdinand II van Bragança wordt geëxecuteerd in opdracht van Johan II van Portugal op beschuldiging van hoogverraad. De bezittingen van de familie Bragança worden geconfisqueerd en de familie vlucht naar Castilië.
- 23 - De tweejarige Margaretha van Oostenrijk en Karel, de dauphin van Frankrijk, de latere koning Karel VIII, verloven.
- 23 juni - Begin van het Beleg van Utrecht door Maximiliaan van Oostenrijk.
- 25 - Het Engelse parlement verklaart het huwelijk van wijlen koning Eduard IV met Elizabeth Woodville nietig. Dit betekent dat kind-koning Eduard V niet troongerechtigd is. Zijn oom Richard van Gloucester wordt tot koning uitgeroepen en Eduard en zijn broer Richard van Shrewsbury worden opgesloten in de Tower.

juli
- 6 - Richard van Gloucester wordt in Westminster Abbey gekroond tot koning van Engeland.

augustus
- 15 - In Rome wordt door paus Sixtus IV de Sixtijnse Kapel ingewijd.
- 30 - In Frankrijk sterft koning Lodewijk XI. Hij wordt opgevolgd door zijn zoon Karel VIII onder regentschap van zijn zuster Anna van Beaujeu
- 31 - Einde van het Beleg van Utrecht. De stad geeft zich onvoorwaardelijk over aan Maximiliaan van Oostenrijk en David van Bourgondië.

september
- 3 - Een vredesverdrag maakt een einde aan de Stichtse Oorlog. David van Bourgondië wordt erkend als bisschop van Utrecht. Ruwaard Engelbrecht van Kleef moet zijn aanspraken opgeven.

november
- november - Maximiliaan eist het vertrek van de Vlaamse regentschapsraad, maar deze regeert gewoon door.

december
- 17 - Johan van Horne wordt door paus Sixtus IV benoemd tot bisschop van het prinsbisdom Luik, dat illegaal wordt bezet door Jan I van der Mark.

zonder datum
- Diogo Cão bereikt Kaap Santa Maria in het huidige Angola.
- Brunswijk-Wolfenbüttel wordt verdeeld in Brunswijk-Wolfenbüttel onder Willem II en Brunswijk-Göttingen-Calenberg onder Frederik III.
- De Universiteit van Palma wordt gesticht.
- Leonardo da Vinci maakt zijn ontwerp van een parachute.
- Banca Carige wordt opgericht als de berg van barmhartigheid van Genua.

## Kunst

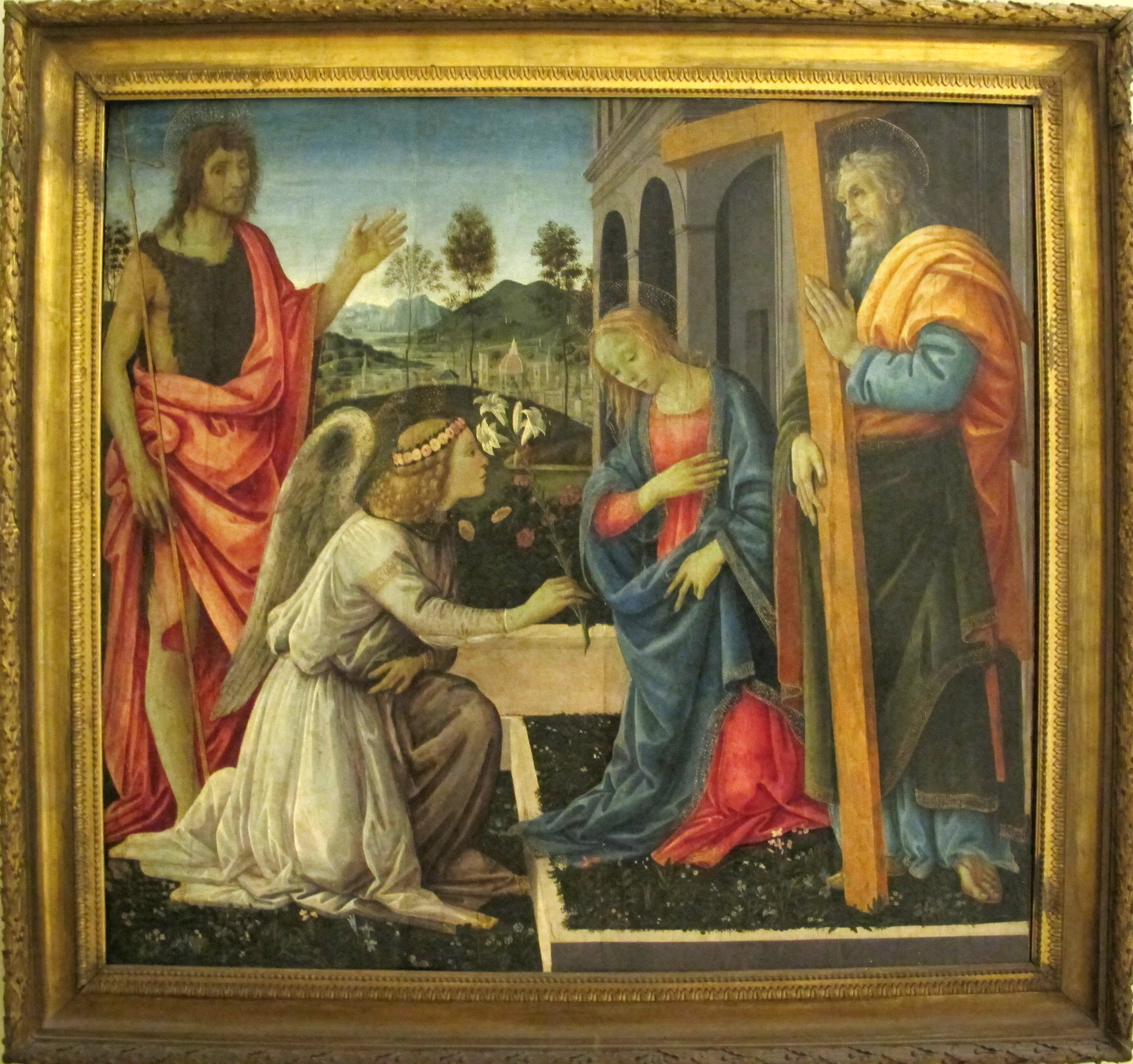
Filippino Lippi: Aankondiging met heiligen
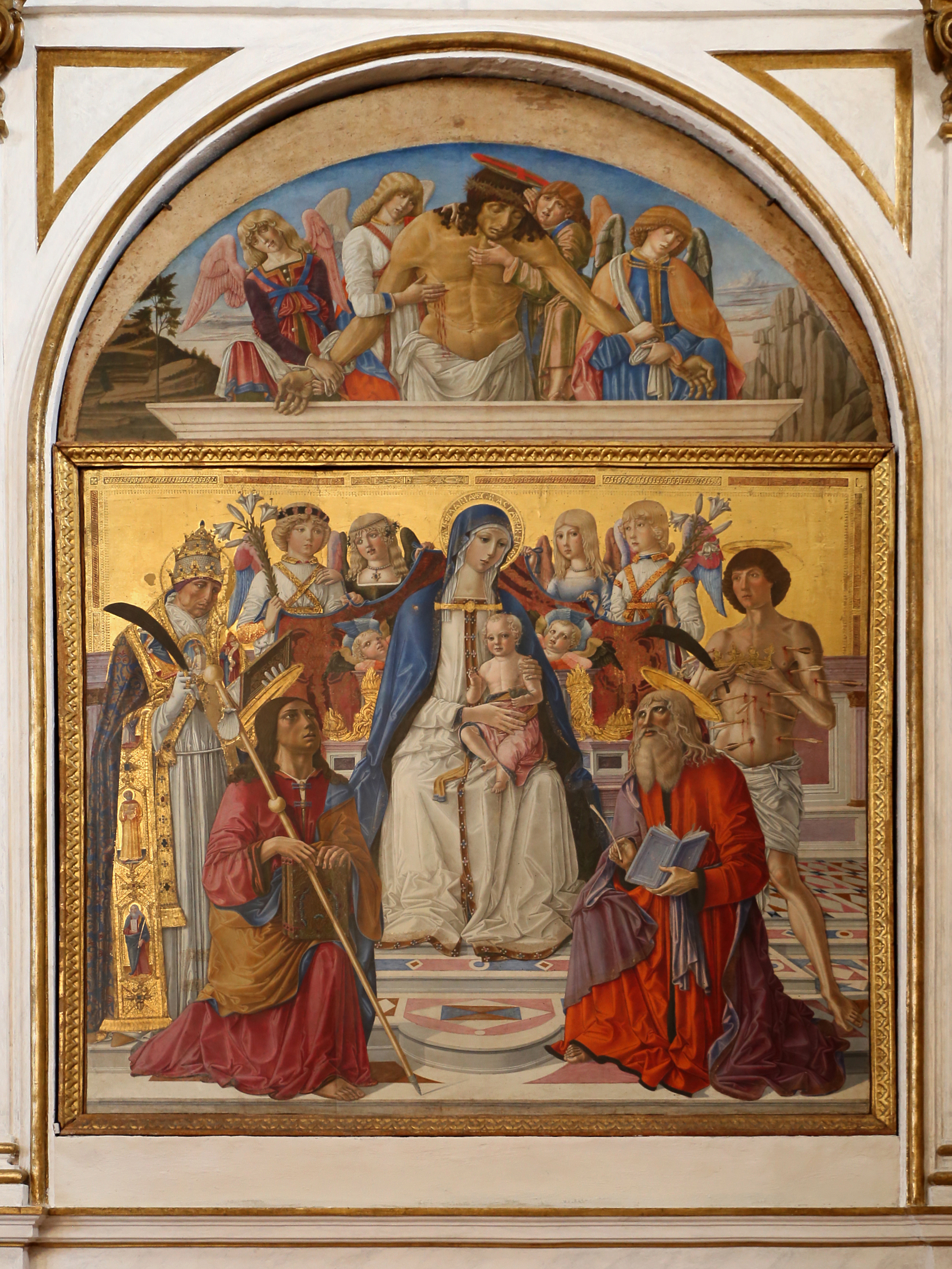
Benvenuto di Giovanni: Madonna met heiligen en Piëta
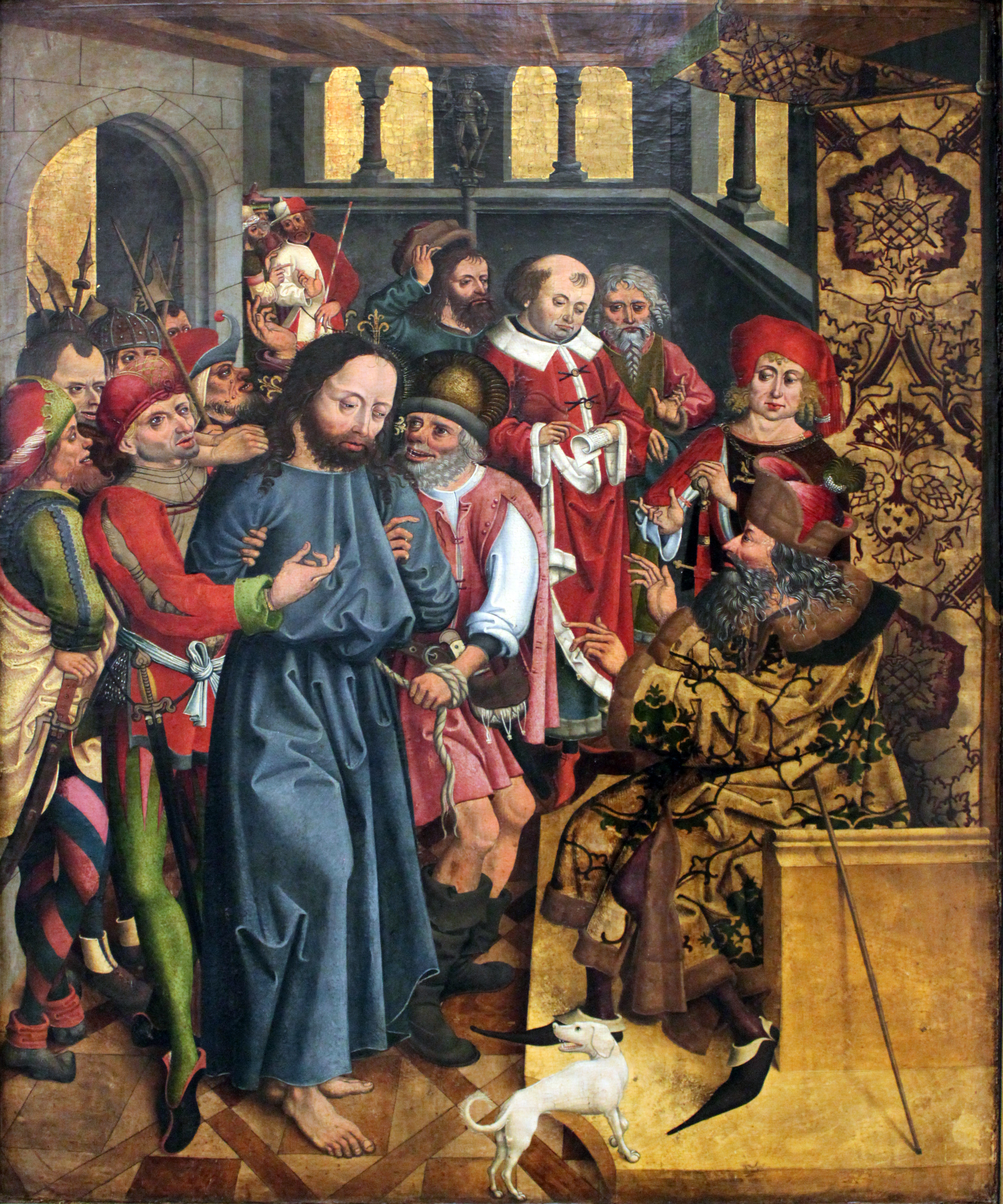
Wolfgang Katzheimer: Christus voor Kajafas

## Opvolging
- patriarch van Antiochië (Grieks) - Joachim III opgevolgd door Gregorius III
- patriarch van Antiochië (Syrisch) - Ignatius Khalaf opgevolgd door Ignatius Johannes XIII
- Granada - Mohammed XII opgevolgd door Abul-Hasan Ali
- Opper-Hessen - Hendrik III opgevolgd door zijn zoon Willem III
- Holland (stadhouder) - Joost van Lalaing opgevolgd door Jan III van Egmont
- Mecklenburg-Güstrow - Albrecht VI opgevolgd door zijn broers Magnus II en Balthasar van Mecklenburg-Schwerin
- Monferrato - Willem VIII opgevolgd door zijn broer Bonifatius III
- Navarra en Foix - Frans I van Foix opgevolgd door zijn zuster Catharina onder regentschap van haar moeder Magdalena van Valois
- Noorwegen - Johan van Denemarken als opvolger van zijn vader Christiaan I van Denemarken na een interregnum
- Thouars - Lodewijk I de la Trémoille opgevolgd door zijn zoon Lodewijk II de la Trémoille

## Afbeeldingen

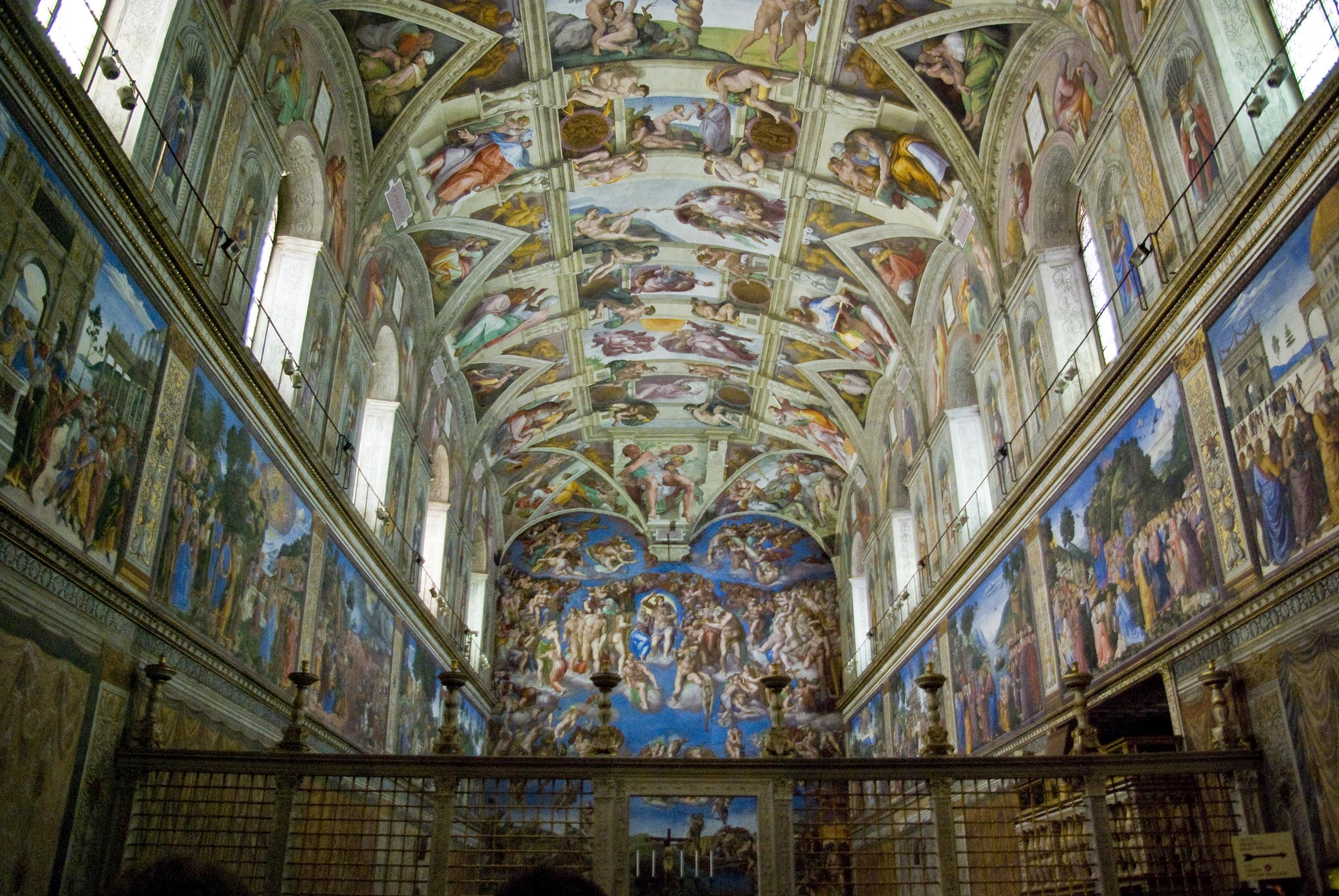
Sixtijnse Kapel
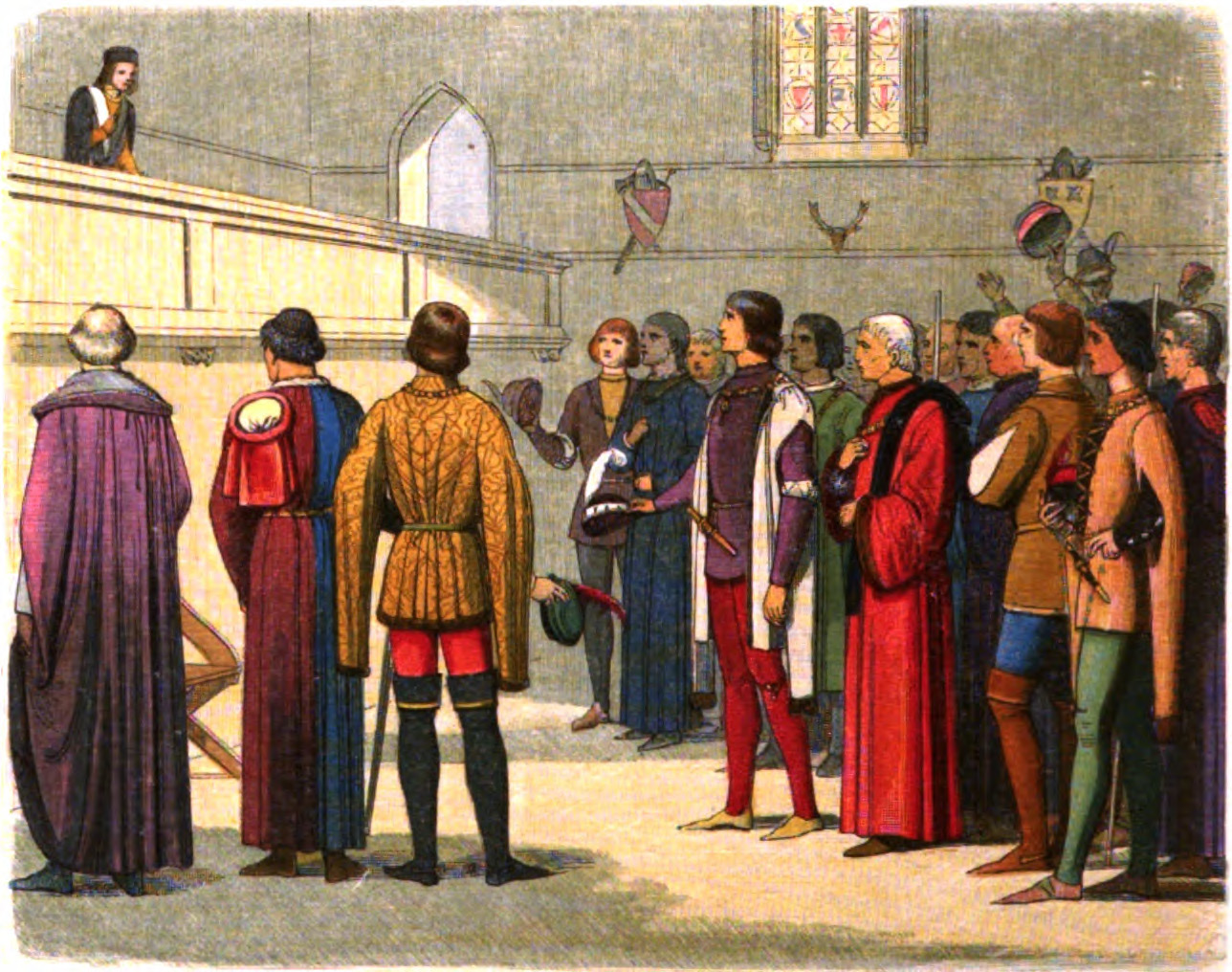
Richard van Gloucester krijgt de kroon van Engeland aangeboden
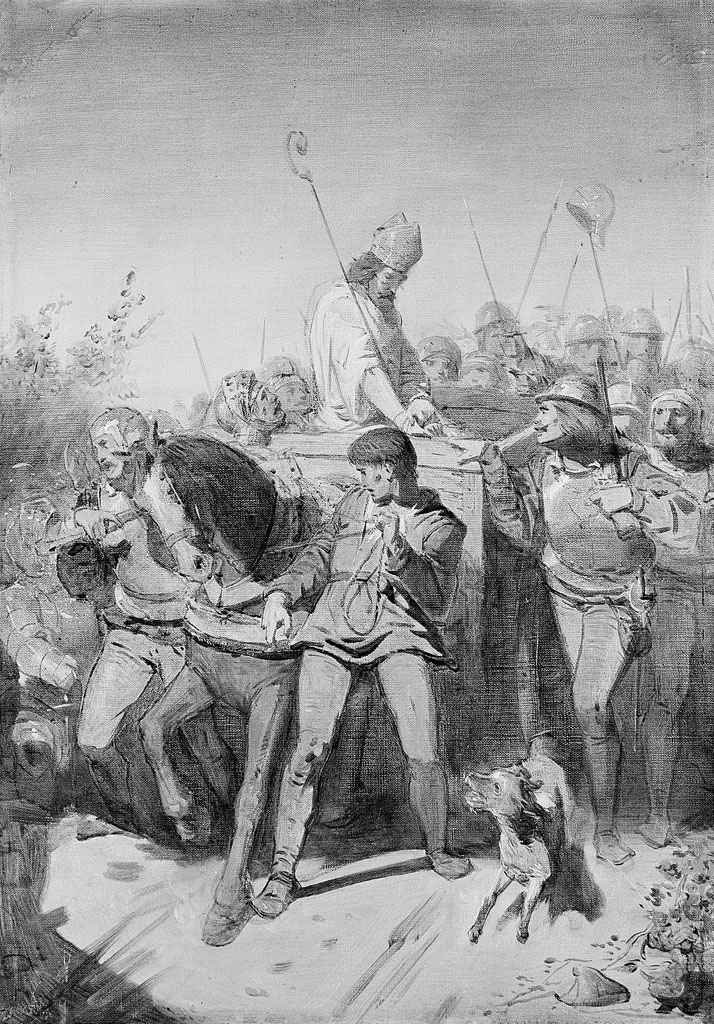
David van Bourgondië gevangen genomen en op een mestwagen naar Amersfoort gevoerd
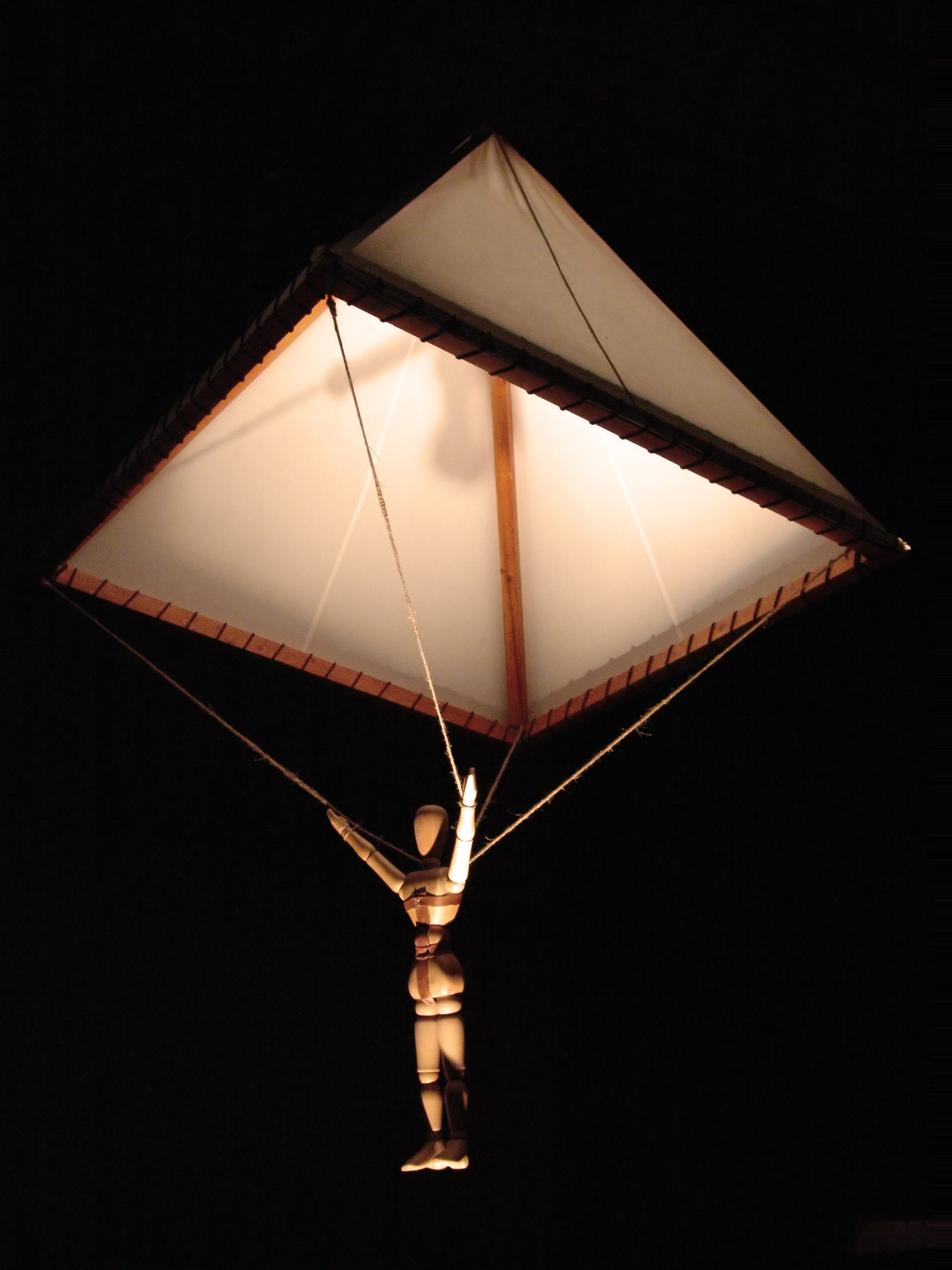
Model van het parachute-ontwerp van Leonardo da Vinci
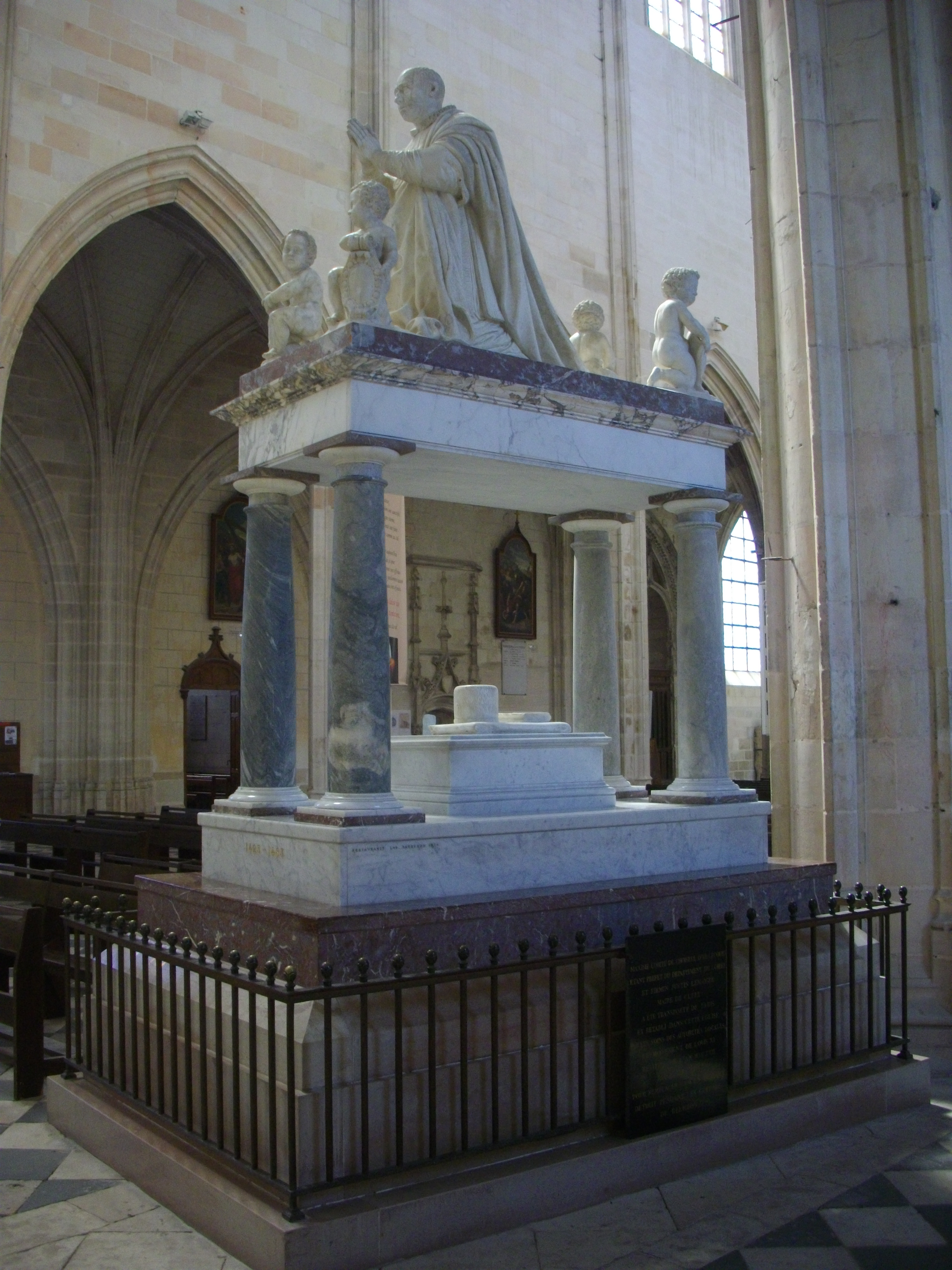
Grafmonument van Lodewijk XI

## Geboren
- 12 januari - Hendrik III van Nassau-Breda, Duits edelman
- 14 februari - Babur, stichter van het Mogolrijk
- 6 maart - Francesco Guicciardini, Florentijns politicus en geschiedschrijver
- 6 april - Rafaël, Italiaans schilder
- 9 april - Paolo Giovio, Italiaans historicus
- 16 oktober - Gasparo Contarini, Italiaans kardinaal
- 10 november - Maarten Luther, Duits theoloog en kerkhervormer
- Agostino Busti, Italiaans beeldhouwer
- Cacamatzin, koning van Texcoco
- Leonardo di Francesco di Lazzaro Malatesta, Italiaans schilder
- Ridolfo Ghirlandaio, Florentijns schilder
- Jobst I van Holstein-Schauenburg, Duits edelman
- Pompeius Occo, Duits koopman
- Felice della Rovere, Italiaans staatsvrouw
- Johan van Saksen-Lauenburg, Duits edelman
- Johan van Selbach, Noord-Nederlands staatsman
- Jan II van Wassenaer (~60), Nederlands legerleider
- François Rabelais, Frans schrijver (vermoedelijke jaartal)
- Simon Bening, Vlaams miniatuurschilder (jaartal bij benadering)
- Fuzûlî, Turks dichter (jaartal bij benadering)
- Francisco de Vitoria, Spaans theoloog (jaartal bij benadering)

## Overleden
- 7 januari - Frans I van Foix (16), koning van Navarra (1479-1483)
- 13 januari - Hendrik III van Hessen (42), Duits edelman
- 19 januari - Willem IV van Egmont (67), Noord-Nederlands staatsman
- 22 januari - Guillaume d’Estouteville (~79), Frans kardinaal
- 27 februari - Willem VIII (62), markgraaf van Monferrato
- 23 maart - Yolande (54), hertogin van Lotharingen
- 4 april - Henry Bourchier, Engels edelman
- 9 april - Eduard IV (40), koning van Engeland (1461-1470, 1471-1483)
- 24 april - Margaretha van Bourbon (45), Frans edelvrouw, echtgenote van Filips van Savoye
- 27 april - Albrecht VI van Mecklenburg (~44), Duits edelman
- 4 mei - George Neville (~17), Engels edelman
- 8 mei - Hendrik van Zuylen van Nijevelt (~42), Noord-Nederlands legerleider
- 20 juni - Ferdinand II van Bragança (~52), Portugees edelman
- 25 juni - Anthony Woodville (~40), Engels edelman en schrijver
- juni - William Hastings (~51), Engels edelman
- 5 augustus - Joost van Lalaing (~46), Bourgondisch staatsman
- 30 augustus - Lodewijk XI (60), koning van Frankrijk (1461-1483)
- 1 oktober - Boel Dirck Boelens, Hollands politicus
- 7 oktober - Ferry van Clugny (~53), Bourgondisch kardinaal en staatsman
- 2 november - Henry Stafford (28), Engels edelman
- 19 november - Paulus van Overtvelt, Vlaams staatsman
- 25 november - Willem van Merode (~55), Limburgs edelman
- 1 december - Charlotte van Savoye (42), echtgenote van Lodewijk XI
- 3 december - Matthijs de Layens (~63), Brabants architect
- 3 december - Gerrit Zoudenbalch, Noord-Nederlands politicus
- 31 december - Gilles Joye (~58), Vlaams zanger en componist
- Anselmus Adornes (~58), Vlaams koopman
- Jacob van der Beurze (~83), Vlaams politicus
- Künga Legpa (~50), vorst van Tibet
- Lodewijk I de la Trémoille (~54), Frans edelman
- Eduard V van Engeland (~13), koning van Engeland (vermoedelijke jaartal)
- Richard van Shrewsbury (~10), Engels prins (vermoedelijke jaartal)

## Trivia
- Shakespeares toneelstuk Richard III behandelt voor een groot deel de Engelse kroonperikelen van 1483